# Steve Plunkett
Steve Plunkett est un musicien nord-américain né en 1953. Il est le fondateur d'Autograph, groupe de hard-rock dont il était le chanteur et le guitariste rythmique. Steve Plunkett s'est reconverti depuis les années 90 dans la production et la composition de musiques de films et de jingles publicitaires : on lui doit notamment la musique de la série télévisée Sept à la maison qui permit de révéler Jessica Biel.

## Discographie
- Silver Condor : Trouble at Home, Columbia SC38799, 1983

## Autograph
- 1984 :  Sign in Please
- 1985 :  That's the Stuff
- 1987 :  Loud and Clear
- 1997 : Missing Pieces, compilation de titres inédits
- 2003 :  Buzz

### Solo
- 1991 : My Attitude

## Production
- Sic Vikki : Kiss me in French, 1993
- Sic Vikki : Streetside Picasso, 1995
- Star Kid (VF : Cyber Theo) : bande originale du film, 1998
- Flying Machines : Flying Machines, 2009